# Thardelly Lima
Thardelly Pereira Lima (Cajazeiras, 15 de agosto de 1982) é um ator brasileiro que ficou conhecido pela sua atuação no filme Bacurau.

## Biografia
Começou a atuar no teatro amador em 1999 na sua cidade natal, Cajazeiras, e em 2002 começa nas artes cênicas na cidade de João Pessoa quando ingressou no curso de licenciatura em Educação Artística na Universidade Federal da Paraíba.
Na capital paraibana, integrou grupos teatrais como "Graxa", "Osfodiário" e "Piollin" onde encenou diversos espetáculos como "Alegria de Náufragos"  e "Flor de Macambira".
Em 2018, concluiu o mestrado em Artes Cênicas pela Universidade Federal do Rio Grande do Norte. 
No ano de  2019, ficou conhecido nacionalmente ao interpretar o prefeito Tony Júnior no premiado filme Bacurau, dirigido por Kleber Mendonça Filho. O filme levou o prêmio do júri no Festival de Cannes 2019.
Na televisão, Thardelly interpretou o personagem Edvaldo na novela Amor de Mãe , na TV Globo, em 2020 e em 2021 foi escalado para viver o motorista Odailson na novela Quanto Mais Vida Melhor! na mesma emissora.
Atualmente está em cena na novela Mar do Sertão, onde vive o personagem Vespertino.

## Filmografia

#### Televisão
| Ano       | Título                   | Personagem                            | Nota                                |
| --------- | ------------------------ | ------------------------------------- | ----------------------------------- |
| 2020      | Amor de Mãe              | Edvaldo                               | Episódio: "30 de janeiro"           |
| 2021–2022 | Quanto Mais Vida Melhor! | Odaílson Pafúncio Ferreira            |                                     |
| 2022–2023 | Mar do Sertão            | Laércio Oliveira Limeira (Vespertino) |                                     |
| 2023–2024 | No Corre                 | Galante                               |                                     |
| 2024      | Ponto Final              | Miguê                                 |                                     |
| 2024      | No Rancho Fundo          | Laércio Oliveira Limeira (Vespertino) |                                     |
| 2025      | Dona de Mim              | Enzo Cariri                           | Episódios: "28 de maio–26 de junho" |

#### Cinema
| Ano  | Título       | Personagem         | Nota           |
| ---- | ------------ | ------------------ | -------------- |
| 2018 | Rafaméia     | Operário           | Curta-metragem |
| 2019 | Divino Amor  | Henrique           |                |
| 2019 | Bacurau      | Tony Jr.           |                |
| 2021 | Curral       | Rogério            |                |
| 2021 | Salamdra     | Renato             |                |
| 2022 | Serial Kelly | Policial Joseclair |                |